# Kirche Kreckow

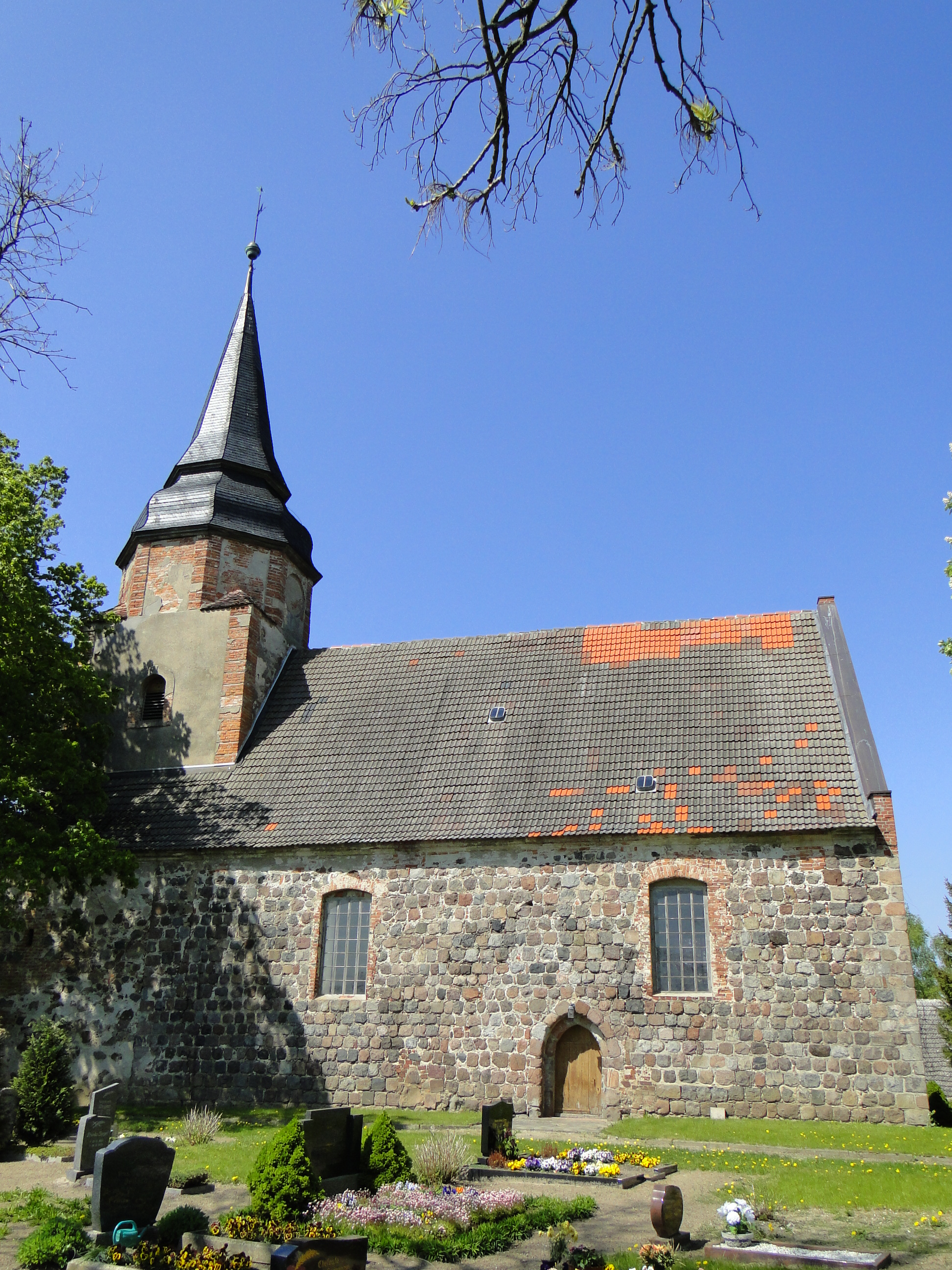
Kirche Kreckow

Die evangelische Kirche Kreckow ist eine Feldsteinkirche aus dem Ende des 13. Jahrhunderts in Kreckow, einem Ortsteil der Gemeinde Groß Miltzow im Landkreis Mecklenburgische Seenplatte im Land Mecklenburg-Vorpommern. Die Kirchengemeinde gehört zur Propstei Neustrelitz im Kirchenkreis Mecklenburg der Evangelisch-Lutherischen Kirche in Norddeutschland.

## Lage
Die Straße Kreckow führt von Nordwesten kommend in den Ort. Dort verläuft sie in einem leichten Bogen um den historischen Dorfkern und führt in südwestlicher Richtung aus dem Dorf hinaus. Die Kirche steht südwestlich dieser Straße auf einem Grundstück mit einem Kirchfriedhof, der mit einer Mauer aus unbehauenen und nicht lagig geschichteten Feldsteinen eingefriedet ist.

## Geschichte
Der Sakralbau entstand zum Ende des 13. Jahrhunderts. Zu dieser Zeit war die Kirche eine selbstständige Pfarre und wurde erst 1541 zur Filialkirche von Helpt. Im Dreißigjährigen Krieg zerstört, setzte sich Wilhelm Ludwig von Bissing (1682–1762) sowie seine Frau Christine Sophie von Lehsten (1700–1753) im Jahr 1752 für den Wiederaufbau ein. 1749 errichteten Handwerker einen Westturm, drei Jahre später an der nordöstlichen Ecke eine zweijochige Gruft, in denen die sterblichen Überreste des Kirchenpatrons ihre vorerst letzte Ruhe fanden. Möglicherweise zu dieser Zeit wurden die Fenster stichbogig, „barock“ vergrößert. 1930 versetzten Experten die Särge aus der Gruft vor den Altar und nutzten den Anbau fortan als Winterkirche. In den Jahren 1935 und 1977 erfolgte jeweils eine umfangreiche Sanierung. Ab 1992 wurde Kreckow von Groß Daberkow seelsorgerisch betreut. 2008, zum 700-jährigen Jubiläum des Ortes, konnte die Turmuhr wieder in Betrieb genommen werden. 

## Baubeschreibung

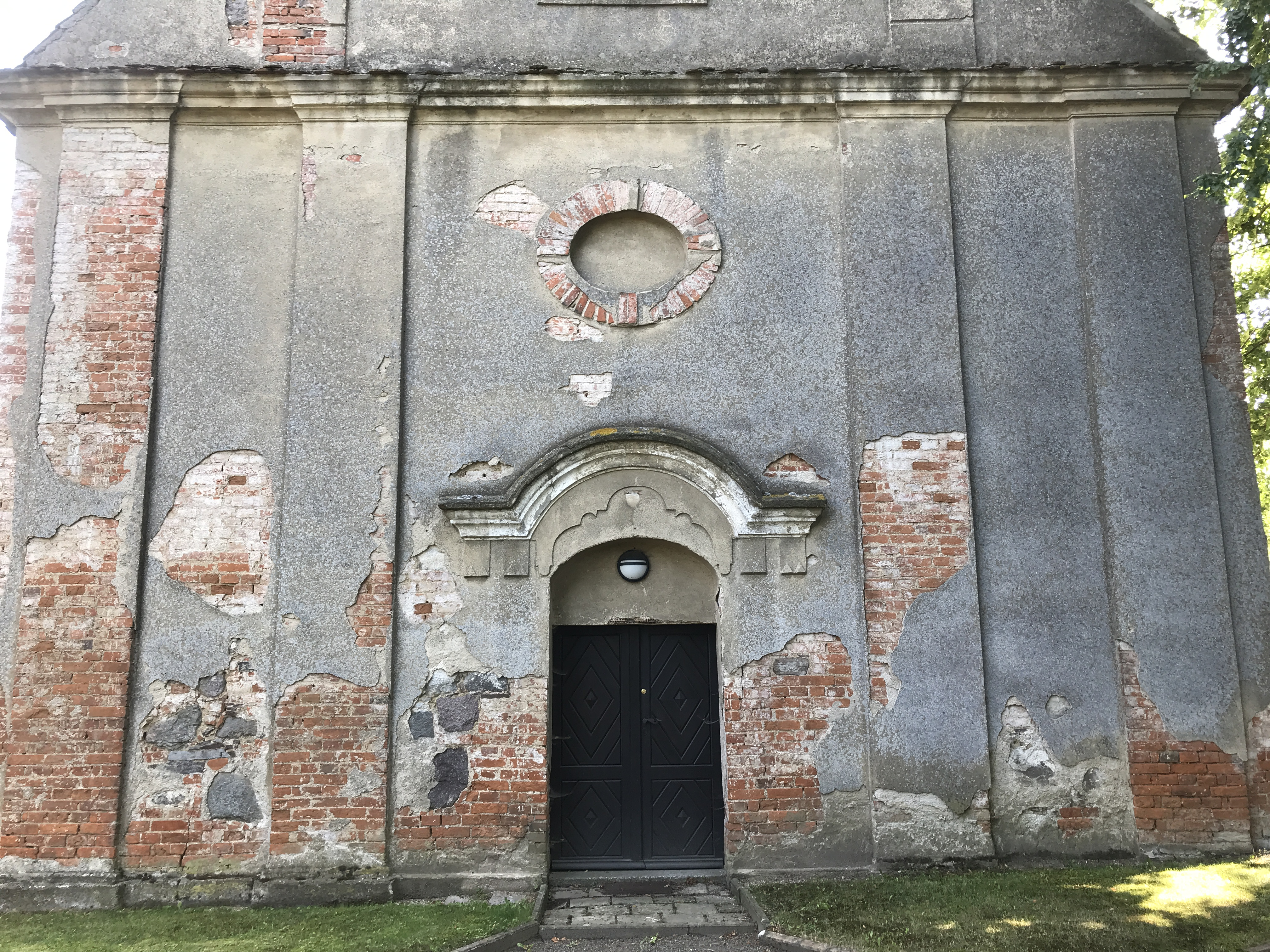
Westportal

Das Bauwerk entstand im Wesentlichen aus Feldsteinen, die lagig geschichtet und sorgfältig behauen wurden. Der Chor ist gerade und nicht einzogen. Mittig ist ein gedrückt-segmentbogenförmiges Fenster, das nachträglich in einen großen Rundbogen eingesetzt wurde. Darüber sind im Giebel drei spitzbogenförmige Blenden sowie mittig eine kleine und hochrechteckige Vertiefung.
An der Nordwand des Kirchenschiffs dominiert der zweijochige Anbau. Seine Ostwand ist geschlossen; an der Nordwand sind im unteren Bereich je zwei nachträglich eingesetzte Fenster. In den darüber befindlichen Giebel ist je eine rundbogenförmige Pforte. Der Anbau kann von Westen her durch eine hölzerne Pforte betreten werden. Nach Westen schließt sich die verbleibende Wand des Langhauses mit einem gedrückt-segmentbogenförmigen Fenster an, während nach Osten die Reste eines zugesetzten Fensters zu erkennen sind, das aus der Bauzeit stammen dürfte. An der Südseite sind zwei dieser Öffnungen verbaut, dazwischen leicht ausmittig nach Osten hin ein spitzbogenförmiges Portal, das noch aus der Bauzeit stammen dürfte. Schiff und Anbau tragen ein schlichtes Satteldach.
Die Nord- und Südwand des Westturms entstand aus nur wenig behauenen und kaum lagig geschichteten Feldsteinen. Bei der Westwand nutzen Handwerker rötlichen Mauerstein; vereinzelt unbehauene Feldsteine. Die Wand war zu einem früheren Zeitpunkt flächig verputzt. Die Fläche wird durch je zwei Lisenen optisch gestreckt. Mittig ist eine rechteckige Pforte, die in eine gedrückt-segmentbogenförmige Öffnung eingearbeitet wurde. Darüber ist ein barockes Gesims mit hervortretenden Putzfüllungen sowie ein aus Mauersteinen erstelltes, zugesetztes Ochsenauge. Nord- und Südseite sind fensterlos. Das mittlere Geschoss ist mit einem weiteren Gesims optisch vom übrigen Baukörper getrennt. Der Turm verjüngt sich an dieser Stelle; die Ecken sind mit einem Quaderputz versehen. Mittig sind zwei übereinander angeordnete rundbogenförmige Öffnungen, von denen die obere als Klangarkade dient. Sie wird von zwei weiteren Klangarkaden an der Nord- und Südseite ergänzt. Darüber ist ein achteckiger Aufsatz aus rötlichem Mauerstein. Eine kreisförmige Blende an der Nord- und Südseite könnte zur Aufnahme einer Turmuhr gedient haben. Der geschweifte Turmhelm geht in einen achteckigen Aufsatz über. Er schließt mit einer Turmkugel sowie einer Wetterfahne mit der Jahreszahl 1749 sowie den Wappen derer von Bissing und derer von Lehsten. Darüber ist ein Stern.

## Ausstattung
Der Kanzelaltar wird im Dehio-Handbuch als „groß“ und „schlicht“ bezeichnet. Er stammt, wie auch das Kastengestühl aus der Mitte des 18. Jahrhunderts. Vor dem Altar befinden sich im Fußboden zwei Epitaphe, die an Wilhelm Ludwig von Bissing und seine Frau Christina Sophia geb. Lehsten erinnern. Im Turm befindet sich eine Halbkreisnische mit einem gusseisernen Grabdenkmal für den preußischen Oberst Wilhelm Graf von Schwerin (* 16. März 1773 in Wolfshagen; ⚔  18. Juni 1815 in Lasne), der in der Schlacht bei Waterloo fiel.
Das Bauwerk trägt im Innern eine flache Balkendecke. An den Wänden im Langhaus sind die Schildbögen des ehemaligen Kreuzrippengewölbes erkennbar.
Im Turm hängen zwei Glocken. Die größere wurde im Jahr 1827 von den Brüdern Schwenn aus Stettin gegossen und war eine Stiftung des Reichsgrafen von Schwerin. Die zweite Glocke ist deutlich kleiner, stammt aus dem Jahr 1498 und trägt die Inschrift: Anno MCCCCXCVIII [1498] help anna sulf drydde. Südwestlich des Bauwerks steht eine rund 200 Jahre alte Linde.